# Synchorema zygoneurum
Synchorema zygoneurum är en nattsländeart som beskrevs av Tillyard 1924. Synchorema zygoneurum ingår i släktet Synchorema och familjen Hydrobiosidae. Inga underarter finns listade i Catalogue of Life.